# Isia steinbachi
Isia steinbachi är en fjärilsart som beskrevs av Rothschild 1910. Isia steinbachi ingår i släktet Isia och familjen björnspinnare. Inga underarter finns listade i Catalogue of Life.